# Боґушайчяй
Боґушайчяй (Bogušaičiai) — село у Литві, Расейняйський район, Шилувське староство, знаходиться за 12 км від села Шилува. 2001 року в селі проживала 1 людина.

## Принагідно
- Мапа із зазначенням місцерозташування [Архівовано 6 серпня 2018 у Wayback Machine.]

| Литва | Це незавершена стаття з географії Литви. Ви можете допомогти проєкту, виправивши або дописавши її. |